# Kanpur Cantonment
Kanpur Cantonment es una ciudad y  acantonamiento situado en el distrito de Kanpur Nagar en el estado de Uttar Pradesh (India). Su población es de 108534 habitantes (2011). 

## Demografía
Según el censo de 2011 la población de Kanpur Cantonment era de 108534 habitantes, de los cuales 58550 eran hombres y 49984 eran mujeres. Kanpur Cantonment tiene una tasa media de alfabetización del 78,72%, superior a la media estatal del 67,68%: la alfabetización masculina es del 82,46%, y la alfabetización femenina del 74,32%.